# Charles Marshall
Charles Marshall foi um ciclista britânico. Representou o Reino Unido nos Jogos Olímpicos de 1928, em Amsterdã, onde ganhou uma medalha de prata na prova de estrada por equipes.